# Chi Phay
Chi Phay (danh pháp khoa học: Duabanga) là một chi nhỏ chứa khoảng 4 loài cây gỗ trong các rừng mưa thường xanh vùng đất thấp ở Đông Nam Á.
Duabanga theo truyền thống được đặt trong họ hai chi là họ Bần (Sonneratiaceae), nhưng hiện nay được phân loại trong phân họ chỉ chứa chính nó là Duabangoideae của họ Bằng lăng (Lythraceae).

## Các loài
- Duabanga borneensis (Knuth): Phay Borneo
- Duabanga grandiflora (Roxb. ex DC.) Walpers (đồng nghĩa Duabanga sonneratioides Buch.-Ham.): Phay hoa lớn, phay Ấn Độ
- Duabanga moluccana Blume: Phay Mindanao
- Duabanga taylorii Jayaweera: Phay Sri Lanca